# انتقال داده

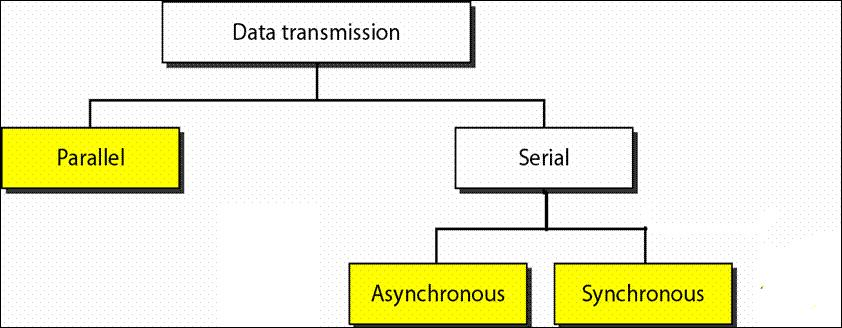
نمونه حالات انتقال اطلاعات

انتقال داده (یا ارتباط داده یا ارتباطات دیجیتال) به معنای انتقال داده‌ها (یک جریان دیجیتال از بیت‌ها یا سیگنال آنالوگ دیجیتایز شده ) از طریق کانال مخابراتی نقطه‌به‌نقطه یا چندپخشی است. نمونه‌هایی از چنین کانال‌هایی عبارت‌اند از سیم‌های مسی، فیبر نوری، کانال‌های ارتباطی بی‌سیم، 
دستگاه ذخیره‌سازی داده و گذرگاه‌های رایانه‌ای. داده‌ها به‌عنوان سیگنال الکترومغناطیسی مانند ولتاژ الکتریکی، موج‌های رادیویی، ریزموج، یا سیگنال فروسرخ ارائه می‌شوند. 
انتقال آنالوگ یک روش برای انتقال صوت، داده، تصویر، سیگنال، یا ویدیو با استفاده از سیگنالی مداوم است که از لحاظ دامنه، فاز، و غیره، می‌تواند متفاوت باشد. این پیام‌ها یا با استفاده از یک روش مدولاسیون دیجیتال، توسط مجموعه‌ی محدودی از موج‌هایی که به‌طور مداوم در حال تغییر هستند ( انتقال باندگذر)، و یا توسط دنباله‌ای از پالس‌ها با استفاده از یک کدینگ خط ( انتقال باندپایه) ارائه می‌شوند. مدولاسیون باندگذر و تخریب مربوط به آن (یا «تشخیص») توسط تجهیزات مودم انجام می‌شود. طبق رایج‌ترین تعریف سیگنال دیجیتال، هر دو سیگنال باندپایه و باندگذر که نمایان‌گر جریان بیت‌ها باشند، به‌عنوان انتقال دیجیتال در نظر گرفته می‌شوند، در حالی که تعریف جایگزین دیگری از سیگنال دیجیتال، فقط سیگنال باندپایه را دیجیتالی می‌داند، و انتقال باندگذر از داده‌های دیجیتال به‌عنوان نوعی تبدیل دیجیتال به آنالوگ در نظر گرفته می‌شود. 
داده‌های منتقل‌شده ممکن است پیام‌های دیجیتالی باشند که از یک منبع داده سرچشمه می‌گیرند، مثلاً رایانه یا صفحه کلید. هم‌چنین ممکن است یک سیگنال آنالوگ، مانند تماس تلفنی یا سیگنال ویدیویی، در جریانی از بیت‌ها، دیجیتالی شده باشد. مثلاً با استفاده از طرح‌هایی مانند مدولاسیون کد پالس (PCM) یا کدگذاری منبع به‌طور پیشرفته‌تر (تبدیل آنالوگ به دیجیتال و فشرده‌سازی داده‌ها). کدگذاری منبع و رمزگشایی توسط تجهیزات کدک انجام می‌شود. 

## لایه‌های پروتکل و موضوعات فرعی
درس‌ها و کتاب‌های درسی در زمینه‌ی انتقال داده‌ها به‌طور معمول با لایه‌ها و مباحث پروتکل مدل OSI زیر سروکار دارند: 
- لایه‌ی یک، لایه‌ی فیزیکی: 
  - کدگذاری کانال از جمله 
    - طرح‌های مدولاسیون دیجیتال
    - طرح‌های کدینگ خط
    - کدگذاری کانال (FEC)

  - همگام‌سازی بیت
  - مالتی‌پلکس کردن
  - تساوی
  - مدل‌های کانال مخابراتی
- لایه‌ی دو، لایه‌ی پیوند داده: 
  - طرح دسترسی به کانال، کنترل دسترسی به رسانه (MAC)
  - ارتباطات به‌صورت بسته‌ای و هم‌گام‌سازی قاب
  - تشخیص خطا و درخواست تکرار خودکار (ARQ)
  - کنترل جریان
- لایه‌ی شش، لایه‌ی نمایش : 
  - کدگذاری منبع (دیجیتالی شدن و فشرده‌سازی داده‌ها) و نظریه‌ی اطلاعات.
  - رمزنگاری (ممکن است در هر لایه ای رخ دهد)

همچنین سر و کار داشتن با طراحی میان‌لایه‌ای از این سه لایه نیز شایع است. 

## مقالات مرتبط
- شبکه‌های رایانه‌ای
- ارتباطات
- انتقال داده
- نظریه‌ی اطلاعات
- رسانه (ارتباطات)
- امنیت شبکه
- انتقال داده‌ی گره‌به‌گره
- پردازش سیگنال
- مخابرات
- انتقال (ابهام)